# Питстон (Пенсилванија)
Питстон (енгл. Pittston) град је у америчкој савезној држави Пенсилванија. По попису становништва из 2010. у њему је живело 7.739 становника.

## Демографија
Према попису становништва из 2010. у граду је живело 7.739 становника, што је 365 (4,5%) становника мање него 2000. године.
| Група             | 2000.         | 2010.         |
| Белци             | 7.935 (97,9%) | 7.252 (93,7%) |
| Афроамериканци    | 55 (0,7%)     | 147 (1,9%)    |
| Азијати           | 25 (0,3%)     | 42 (0,5%)     |
| Хиспаноамериканци | 55 (0,7%)     | 209 (2,7%)    |
| Укупно            | 8.104         | 7.739         |